# The Tillman Story
Pour plus de détails, voir Fiche technique et Distribution.
The Tillman Story est documentaire américain réalisé par Amir Bar-Lev en 2010. Il raconte la mort de Pat Tillman et a été nommé dans la catégorie Grand prix du Jury (documentaires) au Festival du film de Sundance en 2010.

## Synopsis
Il retrace la mort de Pat Tillman, ancien joueur professionnel de football américain devenu ranger dans l’armée, lors de la guerre en Afghanistan, ainsi que la dissimulation des circonstances de son décès et le combat de sa famille pour faire éclater la vérité.

## Récompenses & nominations
Le film a été nommé pour le Grand Prix du Jury au Festival du film de Sundance en 2010[réf. nécessaire].
Il a également été désigné meilleur documentaire de l’année par les cercles de critiques de films de San Francisco, St. Louis Gateway et Floride, et a figuré parmi les cinq meilleurs documentaires de l’année selon le National Board of Review[réf. nécessaire].

### Articles de journaux
- The Washington Post,
- The Rolling Stone,
- EW,
- The Boston,
- The New York Times,
- Le Parisien.